# Lewis Nixon III
Pour les articles homonymes, voir Nixon.
Lewis Nixon III (30 septembre 1918 à New-York - 11 janvier 1995 à Los Angeles) est un officier de l'US Army. Membre de la 101e division aéroportée, il participe aux côtés de la célèbre Easy Company à la bataille de Normandie puis aux combats aux Pays-Bas, en Allemagne et en Autriche. 

## Biographie

### Avant-guerre
Lewis Nixon III naît le 30 septembre 1918 à New-York. Il est le petit-fils de Lewis Nixon I, architecte naval fondateur de la société Nixon Nitration Works, et le fils de Stanhope Wood Nixon (en) qui en était le vice-président au moment de la catastrophe ayant frappé l'usine,. Il passe son enfance à New-York et à Montecito. Après des études secondaires à Santa Barbara, il intègre l'université de Yale où il étudie pendant deux ans. Il voyage beaucoup dans sa jeunesse, se rendant notamment en Allemagne, en France et en Angleterre.

### Seconde Guerre mondiale
Lewis Nixon décide de s'engager dans l'armée le 14 janvier 1941. Il intègre l'Officer Candidate School où, en 1942, il rencontre Dick Winters avec qui il lie une profonde amitié. Sortis de l'école avec le grade de second-lieutenant, les deux hommes choisissent de servir dans les troupes aéroportées et sont affectés à Toccoa en Géorgie où ils rejoignent les rangs du 506e régiment d'infanterie parachutée (506th PIR). Au sein du régiment, Nixon effectue son entraînement à Toccoa avant de suivre une formation parachutiste à Fort Benning puis d'être envoyé en Angleterre en vue de l'invasion de l'Europe. 
Parachuté en Normandie dans la nuit du 5 au 6 juin 1944 avec la 101e division aéroportée, Nixon est nommé officier de renseignement du 2e bataillon du régiment. Montrant une certaine habileté dans cet exercice, il est appelé à exercer la même fonction au niveau régimentaire peu après la bataille de Carentan. Participant à l'opération Market Garden, il est touché par la balle perdue d'une MG-42 qui traverse son casque mais ne fait que lui effleurer le front. Le 24 mars 1945, il est détaché en tant qu'observateur auprès de la 17e division aéroportée pour participer à l'opération Varsity. Son avion est alors victime d'un tir direct de la flak. Seul lui et trois autres hommes parviennent à sortir de l'avion. Ce saut opérationnel, après celui de la Normandie et celui de Market Garden, lui vaut d'être l'un des rares soldats de la 101e division à arborer trois étoiles sur son badge de parachutiste,. De retour au 506th PIR Lewis Nixon, depuis longtemps en proie à des problèmes d'alcool, est démis de sa fonction d'officier de renseignement régimentaire et réaffecté au 2e bataillon en tant qu'officiers des opérations. Il suit le régiment dans sa progression en Allemagne jusqu'à Berchtesgaden où l'unité apprend la capitulation de l'armée allemande. Lewis Nixon a alors l'occasion de fêter la victoire avec l'imposante collection de vins de Hermann Göring, découverte par la Easy Company,. Il est ensuite en poste en Autriche où, décidant de suivre son ami Dick Winters, il est volontaire pour être muté sur le front pacifique. La capitulation du Japon mettant fin définitivement à la guerre, Lewis Nixon reste en Europe avec le grade de capitaine et en n'ayant tiré aucun coup de feu de toute la guerre.

### Après-guerre
Marié avant le départ pour la guerre, Lewis Nixon a connu plusieurs divorces causés principalement par ses problèmes d'alcool. Puis en 1956, il épouse Grace Umezawa qui l'aide à surmonter ses problèmes et mène une fin de vie heureuse. Inséparable de son ami Dick Winters, ce dernier est témoin du mariage de Lewis et Grace et les deux hommes travaillent ensemble à la Nixon Nitration Works après la fin de la guerre. Lewis Nixon meurt le 11 janvier 1995 à Los Angeles. Lors de son inhumation à Edison dans le New Jersey, l'éloge funèbre est prononcé par Dick Winters.

## Décorations
|                                                     |  |  |  |  |  |
| Bronze oak leaf cluster                             |  |  |  |  |  |
| Arrowhead · Bronze star · Bronze star · Bronze star |  |  |  |  |  |
|                                                     |  |  |  |  |  |
|                                                     |  |  |  |  |  |
| Bronze oak leaf cluster                             |  |  |  |  |  |

| Combat Infantryman Badge                                                                       |                                                                                                |                                      |                                                     |                                                     |                                                     |
| Bronze Star Avec une feuille de chêne                                                          | Bronze Star Avec une feuille de chêne                                                          | American Defense Service Medal       | American Defense Service Medal                      | American Campaign Medal                             | American Campaign Medal                             |
| European-African-Middle Eastern Campaign Medal Avec une pointe de flèche et trois Service star | European-African-Middle Eastern Campaign Medal Avec une pointe de flèche et trois Service star | World War II Victory Medal           | World War II Victory Medal                          | Army of Occupation Medal                            | Army of Occupation Medal                            |
| Croix de guerre 1939-1945 Avec palme                                                           | Croix de guerre 1939-1945 Avec palme                                                           | Croix de guerre 1939-1945 Avec palme | Médaille commémorative belge de la guerre 1940-1945 | Médaille commémorative belge de la guerre 1940-1945 | Médaille commémorative belge de la guerre 1940-1945 |
| Parachutist Badge Avec trois étoiles                                                           |                                                                                                |                                      |                                                     |                                                     |                                                     |
| Presidential Unit Citation Avec une feuille de chêne                                           |                                                                                                |                                      |                                                     |                                                     |                                                     |

## Hommages
- Lewis Nixon est représenté dans la série Band of Brothers où il est interprété par Ron Livingston.